# Dicranomyia (Neoglochina) lutzi
Dicranomyia (Neoglochina) lutzi is een tweevleugelige uit de familie steltmuggen (Limoniidae). De soort komt voor in het Neotropisch gebied.